# Sulfadimidina
La sulfadimidina o sulfametazina è un principio attivo della classe dei sulfamidici.
È presente un'associazione con il trimethoprim, denominata tinkanium.
Non è definito da un'abbreviazione standard. Sono utilizzati per sulfadimidina le abbreviazioni SDI e la più comune ma meno affidabile SDD, mentre per sulfametazina SMT e la più comune ma, anche in questo caso, meno affidabile SMZ. Viene denominato anche sulfadimerazina, sulfadimezina e sulfadimetilpirimidina.